# Studio de télévision

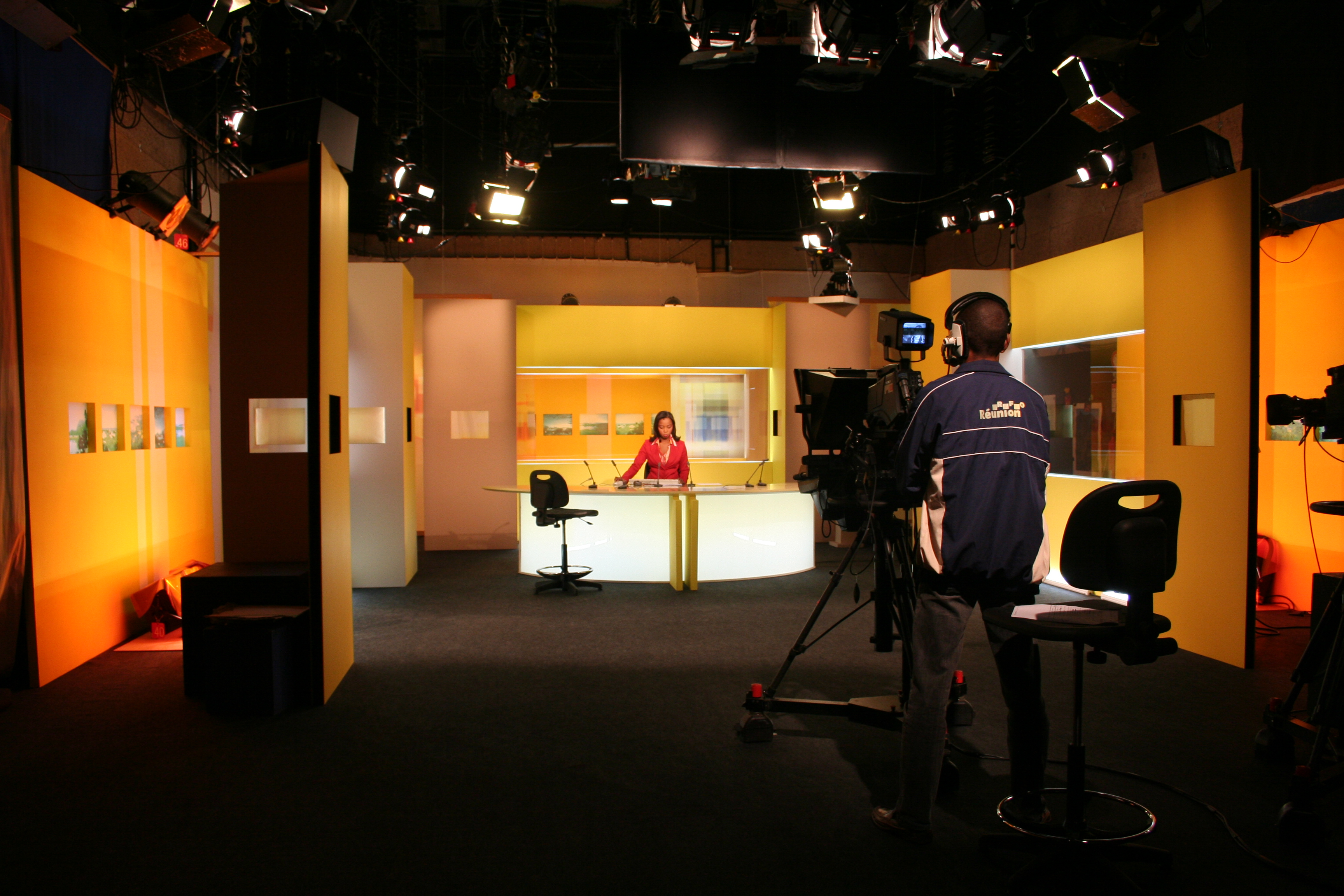
Le plateau du journal de Télé Réunion présenté par Valérie Filain (2006).

Un studio de télévision est une installation dans laquelle les productions télévisuelles ou vidéo ont lieu pour une diffusion en direct, pour l'enregistrement d'une diffusion différée, ou pour l'acquisition de séquences brutes pour la postproduction.

## Plateau de télévision
Un plateau de télévision est l'espace d'un studio de télévision destiné à être filmé ou à recevoir les techniciens les plus proches de la zone couverte par les caméras. On oppose cet espace à la régie et aux loges.
On trouve des plateaux de télévision de toutes tailles (de quelques mètres carrés à peine pour un fond vert mono-caméra à plusieurs centaines voire milliers de mètres carrés pour un plateau de variétés avec du public nombreux).
Bien que tous les plateaux soient différents, on retrouve les mêmes éléments (dans une infinité de combinaisons) :
- Le grill : c'est une structure quadrillée suspendue au-dessus du plateau qui sert d'accroche pour la lumière (projecteurs). On peut également y suspendre des enceintes pour la sonorisation plateau ou tout autre équipement nécessitant d’être fixé en hauteur (vidéoprojecteur, machine à confettis, à fumée...) ;
- Le cyclorama (ou « cyclo ») : il n'est pas obligatoire sur un plateau mais est néanmoins souvent présent (même s'il peut être masqué par le décor). Le cyclorama est une structure (le plus souvent en bois) qui part du sol, couvre un, deux voire trois murs et arrondit tous les angles droits pour éliminer les ombres dans les coins. Il est le plus souvent blanc ou vert (pour l'incrustation) mais peut être peint de n'importe quelle couleur selon les besoins de la production. Il est peint très souvent (parfois tous les jours si les couleurs doivent être changées ou s'il est abîmé par une utilisation intensive). La succession de couches de peinture peut atteindre plusieurs centimètres. En général à ce moment-là il est cassé et reconstruit. Il peut également être constitué d'un rideau posé sur un rail circulaire mais cette installation limite les utilisations (pas de plongée ou de plans en pied) ;
- La console lumière (elle peut également être en régie) : elle permet au chef-électricien de régler chaque projecteur selon ses besoins ;
- La console de son plateau (sur les gros plateaux) : elle permet à l'ingénieur du son plateau de faire un mix indépendant de celui qui passera à l'antenne uniquement pour les gens présents en plateau. Il peut par exemple gérer simultanément un mix pour le public, un autre pour les différents animateurs ou invités et les retours pour des musiciens ;
- Les gradins : pour asseoir le public sur les gros plateaux ;
- Le décor.

Il existe de nombreuses règles de comportement sur un plateau pour les équipes techniques qui changent d'un plateau à l'autre selon les impératifs de la production ou de la technique. 
Par exemple :
- Sur certains plateaux tout le monde (à l'exception des animateurs) doit porter des protections sur les chaussures pour ne pas laisser de traces sur le sol ;
- Le silence est exigé pendant les prises de vue ;
- Il est interdit d'entrer ou de sortir du plateau pendant les prises ;
- Les téléphones doivent être éteints ou en mode « avion » (pour éviter les sonneries intempestives ou les interférences avec les micros-HF).

## Régie technique

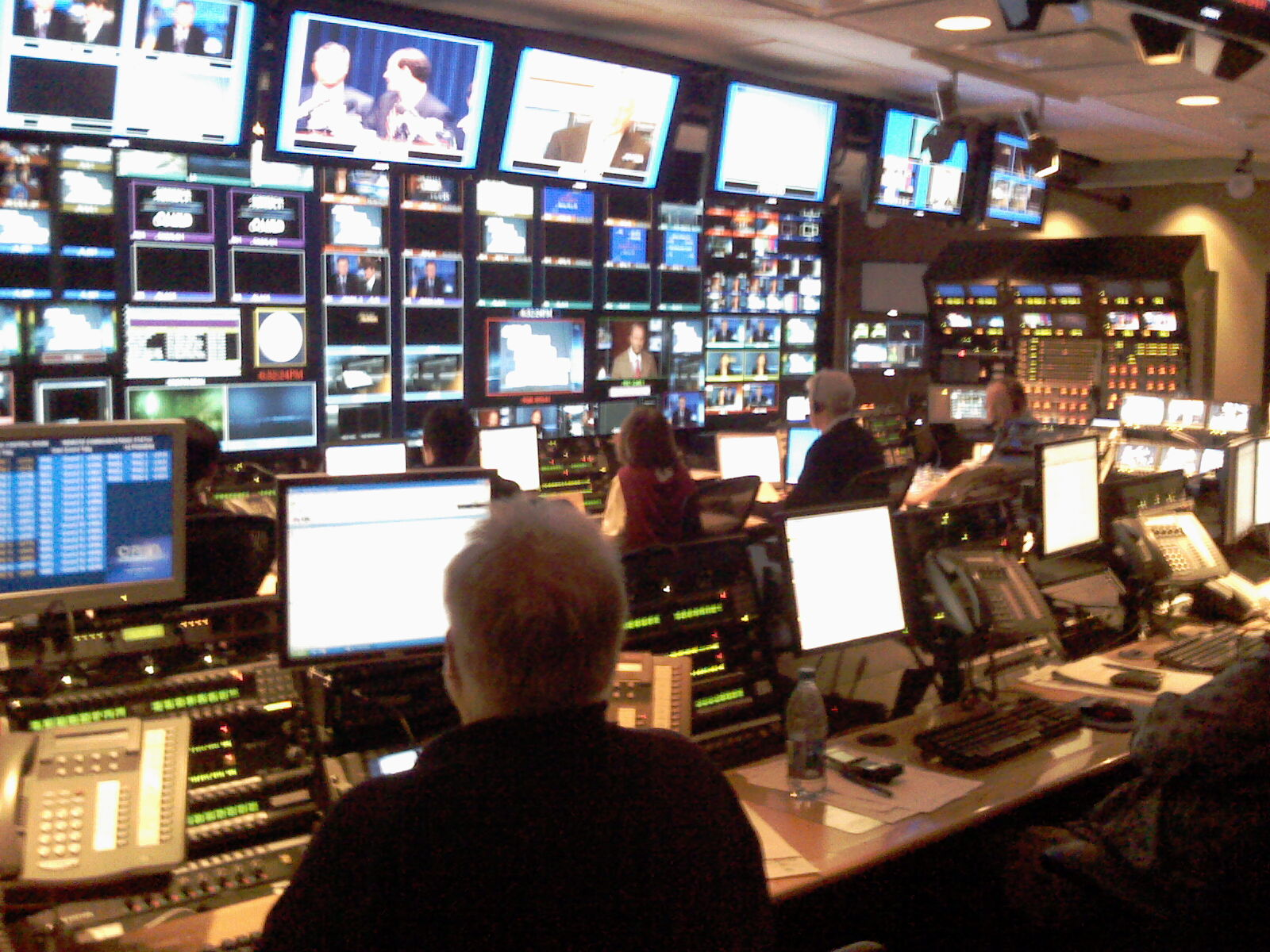
Une régie, chez NBC.

La régie technique est le lieu depuis lequel l'émission prend forme. C'est là qu'on réalise l'émission. Elle peut être opérée par une seule personne pour les plus petites configurations ou par plusieurs dizaines de personnes pour les gros événements.
Voici les postes de travail les plus répandus dans une régie de production :
- Le réalisateur : c'est le chef d'orchestre. C'est lui qui choisit les images à diffuser à l'antenne et qui dirige toute l'équipe. La plupart du temps c'est lui-même qui opère le mélangeur vidéo (sorte de table de mixage vidéo) ;
- Le cadreur, ou cameraman (sur le plateau) : c'est lui qui assure le cadrage, la netteté et la stabilité de l'image. Il suit les indications du réalisateur ;
- Le truquiste ou aiguilleur : il travaille sur la console d’aiguillage (switcher en anglais), à côté du réalisateur (souvent à sa droite). Il gère la configuration de la console et prépare les « trucages » (incrustations d'images, fonds verts, Split-screens, changement de caméra...). Il peut aussi « mâcher » le travail du réalisateur (présélectionner certaines sources par exemple) ;
- La scripte : personnage clé, c'est elle qui s'assure qu'on suit bien le conducteur, qu'on n'est ni en retard ni en avance, gère les droits des musiques diffusées, donne les « top » magnétos... ;
- L'opérateur magnéto : c'est celui qui diffuse tous les « magnétos » (sujets, génériques, jingles, clips...) depuis un serveur vidéo ou un magnétoscope (d'où l'intitulé du poste malgré le fait que les magnétoscopes disparaissent de plus en plus des régies) ;
- L'opérateur synthé : parfois confondu avec le poste d'opé-magnéto, c'est celui qui diffuse tous les synthés (bandeaux en bas de l'image avec le nom des animateurs par exemple), les tape, diffuse le logo de l'émission (mouche ou bump), les infographies, etc. ;
- L'ingénieur vision : c'est celui qui règle toutes les caméras et s'assure qu'elles sont « raccord » (les couleurs, par exemple, doivent être les mêmes sur toutes les caméras) ;
- Le chef-opérateur lumière : il peut être en régie et/ou en plateau. C'est lui qui s'assure que l'ensemble des éléments filmés sur le plateau sont éclairés conformément à la charte. C'est lui qui choisit les types (et quantités) de projecteurs nécessaires et fait l'implantation lumière (plan qui indique où sont installés les projecteurs). C'est lui qui gère la console lumière ;
- L'ingénieur du son : c'est lui qui s'occupe de toute la partie son. Il fait fonctionner la console son. Il peut travailler seul ou avoir plusieurs assistants (pour installer les micros, gérer le son en plateau, gérer la console antenne à plusieurs en cas de grand nombre de micros par exemple...) ;
- L'opérateur prompteur : c'est celui qui s'occupe du téléprompteur ;
- L'opérateur LSM : s'occupe du LSM, machine qui permet d'enregistrer en temps réel diverses sources et monter « à la volée » des images pour faire des ralentis (très utilisé au foot) ou des meilleures images pour le générique de fin par exemple. Parfois le poste d'opérateur LSM peut être confondu avec celui de l’opérateur magnéto. Il peut y avoir plusieurs opérateurs LSM (parfois même plus d'une dizaine, par exemple sur Canal + en cas de matches de foot simultanés) ;
- Le producteur : c'est « le patron ». Il n'est pas toujours en régie ;
- Le traducteur : dans une cabine à part, c'est lui qui traduit en direct en cas d'un invité étranger par exemple.

## Loges
Bien souvent, on trouve plusieurs loges dans un studio, lesquelles peuvent avoir une ou plusieurs des fonctions suivantes :
- Loge maquillage ;
- Loge coiffure (souvent regroupée avec la précédente) ;
- Loge stylisme ;
- Loge invité(s) ;
- Loge VIP.

La green room est une zone de réception commune pour les artistes et/ou les invités.